# Rifaximina
La rifaximina è un antibiotico battericida non assorbibile del gruppo delle rifamicine.

## Indicazioni
Viene utilizzata in caso di infezioni intestinali e sindrome del colon irritabile, ma soprattutto per la prevenzione delle stesse come nel caso della malattia diverticolare; anche con sindromi diarroiche. Di recente l'FDA si è pronunziata favorevolmente circa l'uso di questo antibiotico nella encefalopatia epatica che è considerata una indicazione orfana. Risultano sensibili batteri Gram+, Gram- aerobi e anaerobi; particolare importanza ha il Clostridioides difficile.

## Avvertenze
Nei pazienti con insufficienza epatica l'assorbimento sistemico della rifaximina potrebbe aumentare (la rifaximina è un antibiotico che ha un bassissimo assorbimento sistemico).
I pazienti con insufficienza epatica trattati con dosaggi di rifaximina per la profilassi dell'encefalopatia epatica recidivante (550 mg BID) hanno evidenziato un aumento dell'AUC (curva concentrazione-tempo) di 10, 13 e 20 volte rispettivamente in caso di insufficienza epatica lieve (classe Child-Pugh A), moderata (classe Child-Pugh B), grave (classe Child-Pugh C). Poiché la rifaximina agisce a livello del tratto gastrointestinale, l'aumento dell'AUC non richiede un aggiustamento del dosaggio, ma nei pazienti con grave insufficienza epatica (classe Child-Pugh C) il farmaco dovrebbe essere somministrato con cautela.

## Diffusione e commercio

### Nomi
- Normix
- Tixteller
- Rifacol